# Jingshanosaure
L'jingshanosaure (Jingshanosaurus, "llangardaix de Jingshan") és un gènere representat per una única espècie de dinosaure prosauròpode massospondílid, que visqueren a principis del període Juràssic, fa aproximadament 205 milions d'anys, en l'Hetangià, en el que és avui Àsia.
Jingshanosaurus mesurava aproximadament 10 metres de llarg i 2,5 d'alt. Es creu que va poder presentar un dieta omnívora. El jingshanosaure va ser un dels últims prosauròpodes. Estava estretament emparentat amb el yunnanosaure.